# 科丘別耶夫斯科耶區

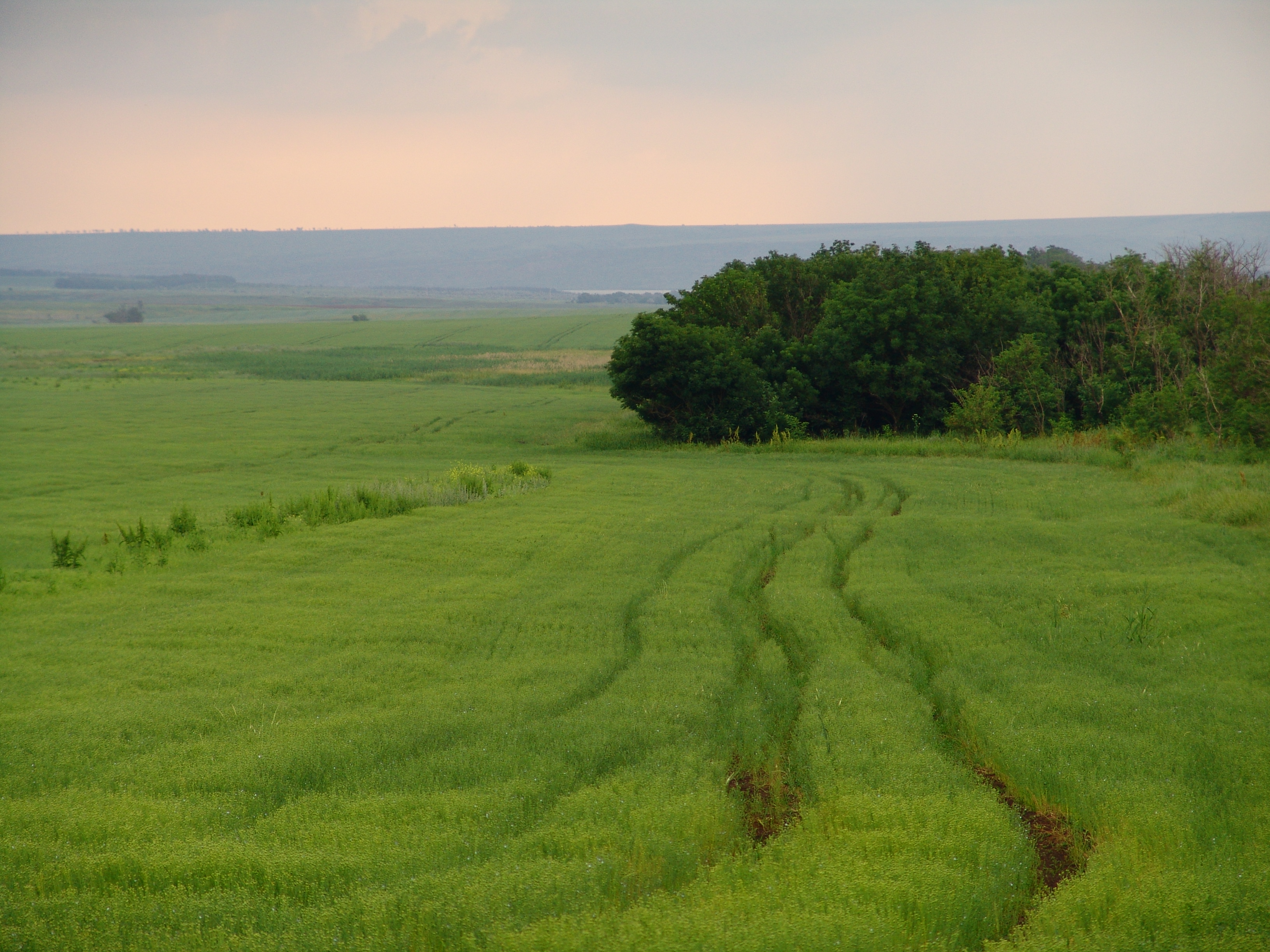

44°40′N 41°50′E / 44.667°N 41.833°E
科丘別耶夫斯科耶區（俄语：Кочубеевский район），是俄羅斯的一個區，位於該國西南部，由斯塔夫羅波爾邊疆區負責管轄，面積2,363平方公里，2010年人口79,557，人口密度每平方公里33.67人。